# Sztafok
Sztafok – jeden z żagli zaliczanych do sztaksli przednich, trójkątny żagiel, ostatni od strony dziobu, położony najbliżej fokmasztu, występujący na dużych żaglowcach. W zależności od typu ożaglowania zamiast sztafok może nosić nazwę foksztaksla.